# Kasper Cieński

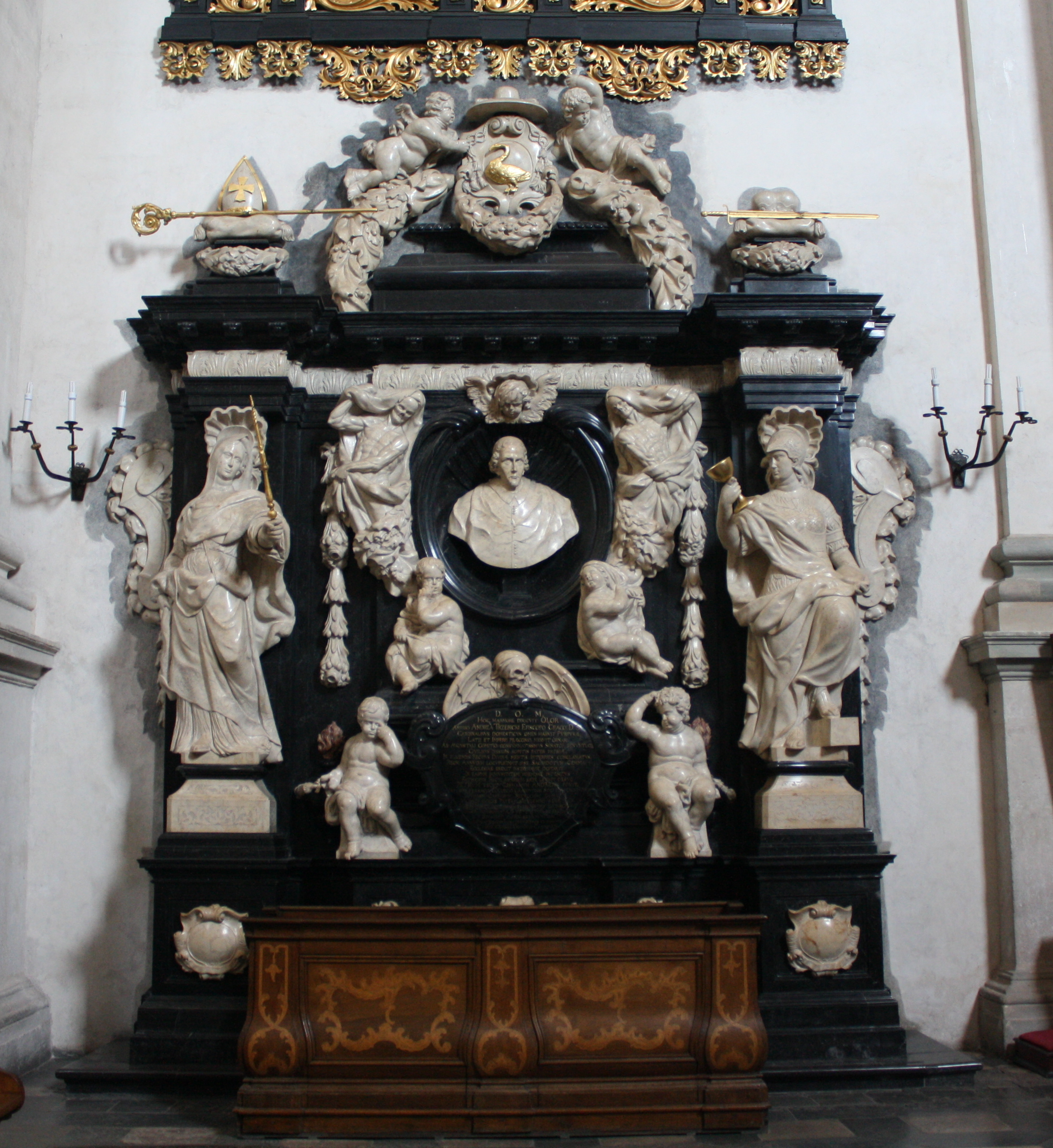
Pomnik nagrobny bp. Andrzeja Trzebickiego fundacji Kaspra Cieńskiego w kościele pw. świętych Piotra i Pawła w Krakowie

Kasper Cieński herbu Pomian (zm. 7 lipca 1703 roku) – administrator biskupstwa krakowskiego po śmierci biskupa Andrzeja Trzebickiego, dziekan kapituły katedralnej krakowskiej w latach 1678-1703, kanonik kapituły katedralnej gnieźnieńskiej fundi Węglewo w 1660 roku, proboszcz piotrowiński, kilkakrotny delegat kapituły krakowskiej na Trybunał Koronny.
Syn Wojciecha i Jadwigi Trzebickiej, siostry biskupa krakowskiego Andrzeja.
Swojemu wujowi biskupowi Andrzejowi Trzebickiemu wystawił pomnik w kościele Świętych Apostołów Piotra i Pawła w Krakowie oraz ufundował i uposażył kościół w miejscu urodzenia biskupa. Pochowany w katedrze wawelskiej.